# Mike Barson
Mike Barson (Michael Wilson Barson), né le 21 avril 1958 à Édimbourg en Écosse, est un musicien britannique, connu comme membre fondateur et claviériste du groupe Madness.

## Biographie
Barson (dit Barso) grandit dans le nord de Londres. Accompagné de Chrissy Boy, Lee Thompson et Chas Smash (Cathal Smith), il forme un groupe de ska appelé « The Invaders ». Par la suite après l'arrivée de Graham McPherson, Mark Bedford et Dan Woodgate, le groupe prend pour nouveau nom Madness.
Mike Barson fait partie du groupe jusqu'en 1983. Regrettant que le groupe s’oriente vers de la musique pop, il quitte le groupe et part vivre en Hollande.
Il retrouve le groupe en 1999, et participe à l'album Wonderful.